# Johann Christoph Friederici

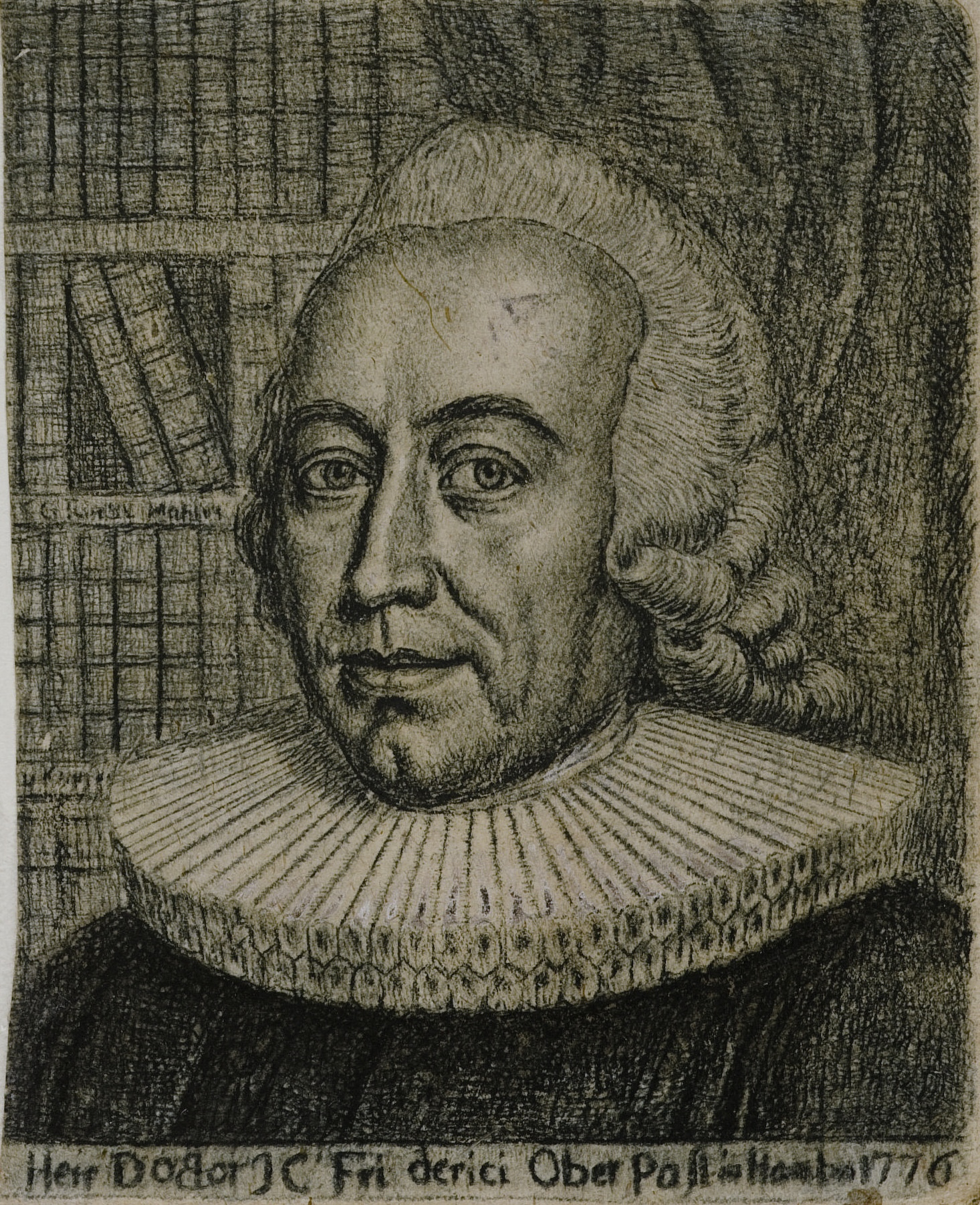
Johann Christoph Friderici

Johann Christoph Friederici, auch Friderici (* 25. Juni 1730 in Tempelburg; † 12. August 1777 in Hamburg) war ein deutscher lutherischer Theologe und Generalsuperintendent der  Generaldiözese Grubenhagen und auf dem Harz.

## Leben
Geboren als Sohn eines pommerschen Gutsbesitzers ging Friederici 1745 nach Stettin und nahm 1751 das Studium der Theologie in Halle (Saale) auf. 1754 wurde er Lehrer am Pädagogium in Halle, 1756 Hofmeister der Söhne des Geheimen Rats Grafen Reuß in Berlin. Am 18. Januar 1758 wurde er Feldprediger des Kavallerie-Regiments des Prinzen von Preußen, am 2. Februar 1760 zweiter Prediger an St. Nicolai in Neustadt bei Magdeburg und 1768 Pastor an St. Jacobi und Superintendent in Göttingen. Von 1770 bis 1775 war er erster Pastor in Clausthal und Generalsuperintendent der Generaldiözese Grubenhagen und auf dem Harz. Am 20. August 1775 wurde er Hauptpastor an St. Petri in Hamburg.

## Auszeichnungen
Die Theologische Fakultät der Universität Kiel verlieh Friederici am 8. November 1775 die Ehrendoktorwürde.

## Werke
- Ueber die Vergänglichkeit unseres Lebens (Halle 1759)
- Lobrede auf Friedrich II. König von Preußen (Magdeburg 1763)
- Neue Schul-Einrichtung, oder Plan zu gemeinnützigen Einrichtung großer und kleiner Schulen. Wendeborn, Clausthal 1775 (1772[2])